# 山口百恵トリビュート Thank You For…part2
『山口百恵トリビュート Thank You For…part2』（やまぐちももえトリビュート・サンキュー・フォー・パート・ツー）は、山口百恵の2作目のトリビュート・アルバム。2005年5月25日リリース（CD：MHCL-538）。

## 解説
『山口百恵トリビュート Thank You For…』に続く、山口百恵のトリビュート・アルバム第2弾。全11曲中、「さよならの向う側」「パールカラーにゆれて」「秋桜」「夢先案内人」の4曲が前作と被っている。
I WiSH、アン・ルイス、大橋純子、工藤静香、ケイコ・リー、鈴木雅之、スネオヘアー、原田知世、三原じゅん子、柳ジョージ、RAG FAIRが参加。

## 収録曲
1. さよならの向う側 / 鈴木雅之
31stシングル
2. いい日旅立ち -Tribute version- / I WiSH
24thシングル
3. 横須賀ストーリー / RAG FAIR
13thシングル
4. 曼珠沙華 / 工藤静香
16thアルバム『曼珠沙華』収録後、25thシングル「美・サイレント」のB面に収録
5. ちっぽけな感傷 / スネオヘアー
6thシングル
6. パールカラーにゆれて / 原田知世
14thシングル
7. 美・サイレント / 大橋純子
25thシングル
8. イミテイション・ゴールド / アン・ルイス
18thシングル
9. 秋桜 / ケイコ・リー
19thシングル
10. 愛の嵐 / 三原じゅん子
26thシングル
11. 夢先案内人 / 柳ジョージ
17thシングル